# Lucia (Pirano)
Lucia (in sloveno Lucija) è una località del comune di Pirano. Con una popolazione che supera i 6 000 abitanti, è il maggior insediamento della Slovenia che non ha lo status di città e di comune autonomo.

## Storia

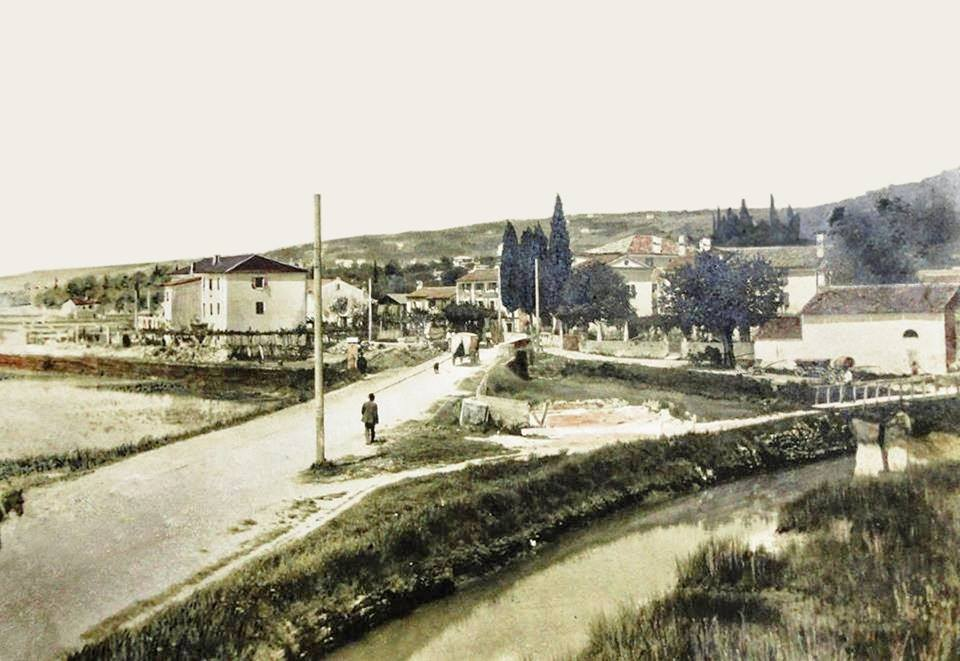
Santa Lucia nel 1890

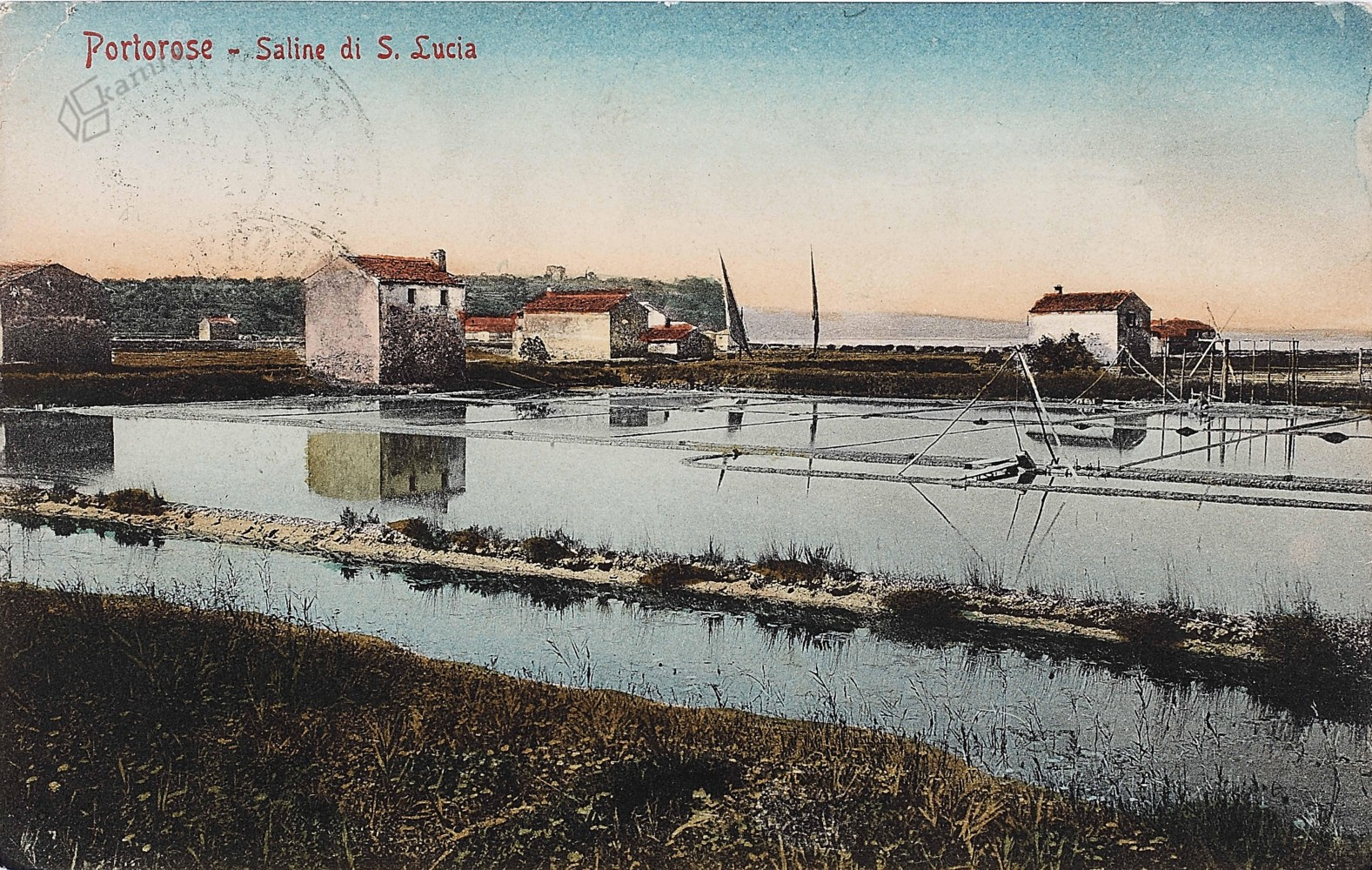
Salina di Santa Lucia 1909

Il nome originario della località era Santa Lucia. Nel 1948 in Slovenia venne promulgata una legge per eliminare qualsiasi riferimento religioso nelle denominazioni ufficiali di località, piazze, strade ed edifici. L'agglomerato di Santa Lucia era all'epoca parte del mai costituito Territorio Libero di Trieste, di conseguenza solo nel 1961 – qualche anno dopo il Memorandum di Londra che di fatto divise il TLT fra Italia e Jugoslavia – questa legge venne estesa anche al comune di Pirano. Santa Lucia divenne quindi ufficialmente solo Lucia.
Nel 1968 vennero fondate le parrocchie cattoliche di Santa Lucia e di Portorose, tuttora esistenti, ma riunite.
A partire dagli anni '90 l'abitato è passato dall'essere eminentemente un quartiere satellite di Portorose ad una nuova fisionomia: centro d'affari, di commercio, di artigianato e in parte di turismo, si è appropriato di numerosi incarichi e funzioni cittadine importanti. Sono stati costruiti nuovi edifici residenziali, il moderno centro commerciale, la stazione centrale degli autobus e la zona artigianale, anche il centro per la terza età.
Numerosi ospiti di Lucia la riconoscono grazie al porto per gli yacht, il "Marina di Portorose", che offre mille ormeggi ed è costruito nell'area dove precedentemente si trovavano le saline di Lucia. Alcuni ospiti della vicina Portorose scelgono di villeggiare nell'oasi verde del campeggio a Lucia situato vicino al promontorio di Sezza, che il comune di Pirano ha incluso nell'area protetta come patrimonio naturale di particolare importanza.
Sezza è conosciuta soprattutto per l'area denominata Forma viva. Si tratta di una mostra di sculture all'aperto nella quale sono esposte più di cento opere di pietra d'Istria, realizzate da artisti sia sloveni che stranieri. Sotto il pendio si cela il canale di San Bortolo. Una volta i canali delle saline, di questo tipo, rappresentavano importanti vie di comunicazione, mentre oggi offrono un posto sicuro alle barche a vela ed altre piccole imbarcazioni.